# Gran Premio motociclistico del Giappone 2011
Il Gran Premio motociclistico del Giappone 2011 il cui svolgimento era programmato per il 24 aprile, quale terza gara della stagione 2011, è stato rinviato al 2 ottobre, in seguito al terremoto di Sendai e agli incidenti alla centrale nucleare di Fukushima Dai-ichi. La gara è diventata così la quindicesima della stagione 2011 e ha visto vincere: Daniel Pedrosa in MotoGP, Andrea Iannone in Moto2 e Johann Zarco nella classe 125. Per il pilota francese Zarco si tratta della sua prima vittoria nel contesto del motomondiale.

## MotoGP

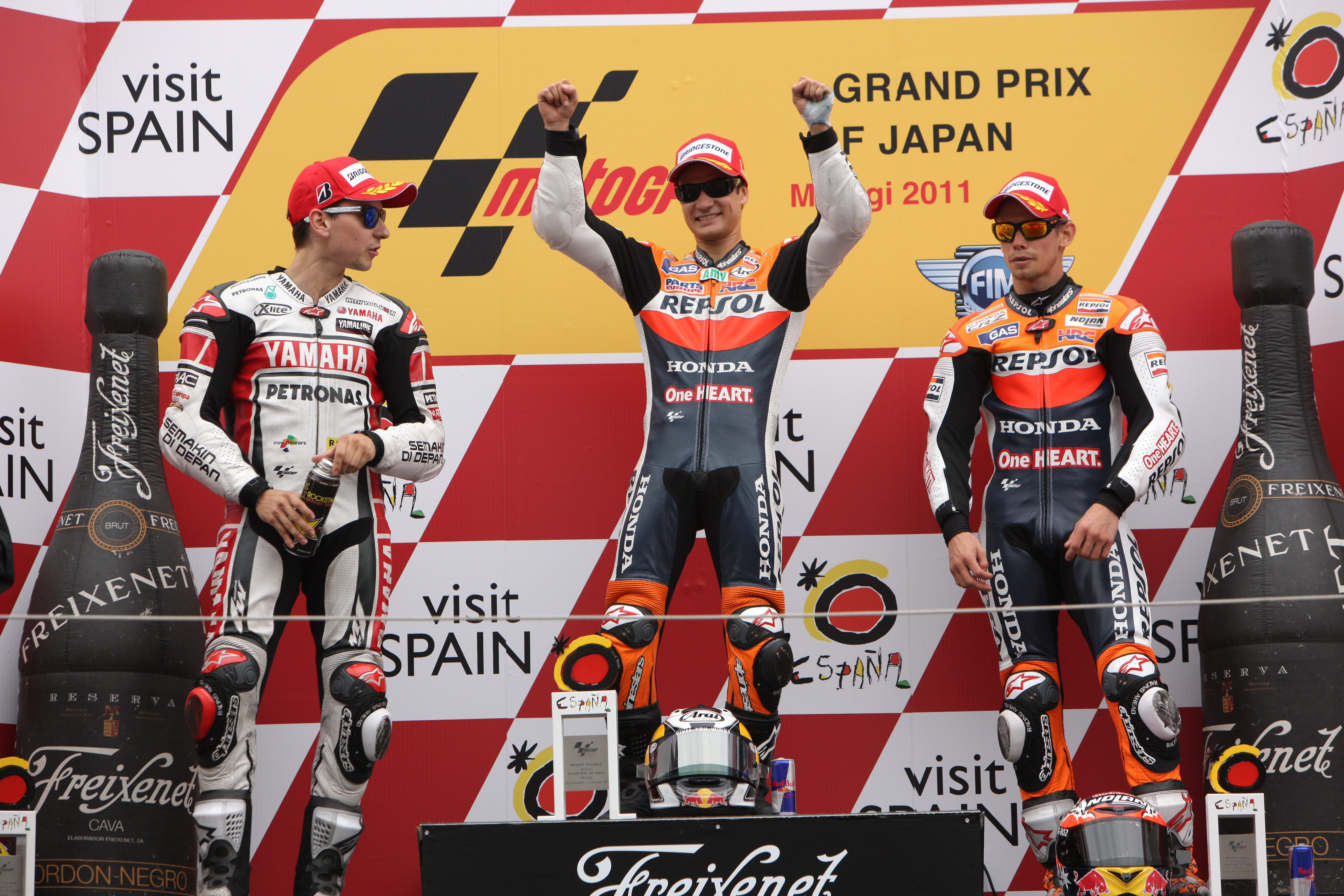
Lorenzo, Pedrosa e Stoner, festeggiano sul podio dopo aver concluso rispettivamente in seconda, prima e terza posizione la gara della classe MotoGP

In questo Gran Premio corrono due piloti come wildcard: Kōsuke Akiyoshi e Shin'ichi Itō, entrambi su Honda, mentre Loris Capirossi, infortunato, viene sostituito da Damian Cudlin.

### Arrivati al traguardo
| Pos. | Nº | Pilota           | Squadra                 | Motocicletta       | Giri | Tempo     | Griglia | Punti |
| ---- | -- | ---------------- | ----------------------- | ------------------ | ---- | --------- | ------- | ----- |
| 1º   | 26 | Daniel Pedrosa   | Repsol Honda            | Honda RC212V       | 24   | 42:47.481 | 4       | 25    |
| 2º   | 1  | Jorge Lorenzo    | Yamaha Factory Racing   | Yamaha YZR-M1      | 24   | +7.299    | 2       | 20    |
| 3º   | 27 | Casey Stoner     | Repsol Honda            | Honda RC212V       | 24   | +18.380   | 1       | 16    |
| 4º   | 58 | Marco Simoncelli | San Carlo Honda Gresini | Honda RC212V       | 24   | +23.550   | 6       | 13    |
| 5º   | 4  | Andrea Dovizioso | Repsol Honda            | Honda RC212V       | 24   | +23.691   | 3       | 11    |
| 6º   | 11 | Ben Spies        | Yamaha Factory Racing   | Yamaha YZR-M1      | 24   | +37.604   | 5       | 10    |
| 7º   | 69 | Nicky Hayden     | Ducati Team             | Ducati Desmosedici | 24   | +39.167   | 10      | 9     |
| 8º   | 5  | Colin Edwards    | Monster Yamaha Tech 3   | Yamaha YZR-M1      | 24   | +45.023   | 14      | 8     |
| 9º   | 7  | Hiroshi Aoyama   | San Carlo Honda Gresini | Honda RC212V       | 24   | +49.074   | 11      | 7     |
| 10º  | 14 | Randy de Puniet  | Pramac Racing           | Ducati Desmosedici | 24   | +59.022   | 13      | 6     |
| 11º  | 35 | Cal Crutchlow    | Monster Yamaha Tech 3   | Yamaha YZR-M1      | 24   | +1:13.964 | 12      | 5     |
| 12º  | 64 | Kōsuke Akiyoshi  | LCR Honda               | Honda RC212V       | 24   | +1:21.709 | 16      | 4     |
| 13º  | 72 | Shin'ichi Itō    | Honda Racing            | Honda RC212V       | 24   | +1:26.381 | 18      | 3     |

### Ritirati
| Nº | Pilota          | Squadra       | Motocicletta       | Giri | Griglia |
| -- | --------------- | ------------- | ------------------ | ---- | ------- |
| 24 | Toni Elías      | LCR Honda     | Honda RC212V       | 17   | 15      |
| 19 | Álvaro Bautista | Rizla Suzuki  | Suzuki GSV-R       | 13   | 8       |
| 6  | Damian Cudlin   | Pramac Racing | Ducati Desmosedici | 13   | 17      |
| 8  | Héctor Barberá  | Mapfre Aspar  | Ducati Desmosedici | 1    | 9       |
| 46 | Valentino Rossi | Ducati Team   | Ducati Desmosedici | 0    | 7       |

### Non partito
| Nº | Pilota        | Squadra               | Motocicletta       |
| -- | ------------- | --------------------- | ------------------ |
| 17 | Karel Abraham | Cardion AB Motoracing | Ducati Desmosedici |

## Moto2
In questa classe viene assegnata una wildcard a Tomoyoshi Koyama su TSR 6, mentre Takaaki Nakagami prende il posto di Claudio Corti al team Italtrans Racing, poiché l'italiano ha deciso di non correre il Gran Premio per timore delle radiazioni; Sergio Gadea prende definitivamente il posto di Carmelo Morales nel team Desguaces La Torre G22.

### Arrivati al traguardo
| Pos. | Nº | Pilota              | Squadra                           | Motocicletta       | Giri | Tempo     | Griglia | Punti |
| ---- | -- | ------------------- | --------------------------------- | ------------------ | ---- | --------- | ------- | ----- |
| 1º   | 29 | Andrea Iannone      | Speed Master                      | Suter MMX          | 23   | 43:25.007 | 3       | 25    |
| 2º   | 93 | Marc Márquez        | CatalunyaCaixa Repsol             | Suter MMX          | 23   | +1.999    | 1       | 20    |
| 3º   | 12 | Thomas Lüthi        | Interwetten Paddock               | Suter MMX          | 23   | +3.686    | 2       | 16    |
| 4º   | 65 | Stefan Bradl        | Viessmann Kiefer Racing           | Kalex              | 23   | +4.313    | 8       | 13    |
| 5º   | 3  | Simone Corsi        | Ioda Racing Project               | FTR                | 23   | +4.647    | 6       | 11    |
| 6º   | 15 | Alex De Angelis     | JIR Moto2                         | MotoBi             | 23   | +4.813    | 7       | 10    |
| 7º   | 38 | Bradley Smith       | Tech 3 Racing                     | Tech 3 Mistral 610 | 23   | +10.520   | 4       | 9     |
| 8º   | 77 | Dominique Aegerter  | Technomag-CIP                     | Suter MMX          | 23   | +10.725   | 9       | 8     |
| 9º   | 34 | Esteve Rabat        | Blusens-STX                       | FTR                | 23   | +11.387   | 17      | 7     |
| 10º  | 36 | Mika Kallio         | Marc VDS Racing                   | Suter MMX          | 23   | +12.803   | 12      | 6     |
| 11º  | 19 | Xavier Siméon       | Tech 3 B                          | Tech 3 Mistral 610 | 23   | +18.259   | 16      | 5     |
| 12º  | 13 | Anthony West        | MZ Racing                         | MZ-RE Honda        | 23   | +20.815   | 22      | 4     |
| 13º  | 51 | Michele Pirro       | Gresini Racing                    | Moriwaki           | 23   | +23.795   | 14      | 3     |
| 14º  | 75 | Mattia Pasini       | Ioda Racing Project               | FTR                | 23   | +24.388   | 10      | 2     |
| 15º  | 44 | Pol Espargaró       | HP Tuenti Speed Up                | FTR                | 23   | +34.071   | 20      | 1     |
| 16º  | 16 | Jules Cluzel        | NGM Forward Racing                | Suter MMX          | 23   | +38.236   | 26      |       |
| 17º  | 9  | Kenny Noyes         | Avintia-STX                       | FTR                | 23   | +39.505   | 29      |       |
| 18º  | 76 | Max Neukirchner     | MZ Racing                         | MZ-RE Honda        | 23   | +39.609   | 28      |       |
| 19º  | 54 | Kenan Sofuoğlu      | Technomag-CIP                     | Suter MMX          | 23   | +42.296   | 18      |       |
| 20º  | 45 | Scott Redding       | Marc VDS Racing                   | Suter MMX          | 23   | +44.162   | 15      |       |
| 21º  | 53 | Valentin Debise     | Speed Up                          | FTR                | 23   | +46.662   | 30      |       |
| 22º  | 14 | Ratthapark Wilairot | Thai Honda Singha SAG             | FTR                | 23   | +46.950   | 25      |       |
| 23º  | 68 | Yonny Hernández     | Blusens-STX                       | FTR                | 23   | +49.625   | 27      |       |
| 24º  | 4  | Randy Krummenacher  | GP Team Switzerland Kiefer Racing | Kalex              | 23   | +50.590   | 36      |       |
| 25º  | 39 | Robertino Pietri    | Italtrans Racing                  | Suter MMX          | 23   | +52.044   | 35      |       |
| 26º  | 6  | Joan Olivé          | Aeroport de Castello              | FTR                | 23   | +52.365   | 33      |       |
| 27º  | 63 | Mike Di Meglio      | Tech 3 Racing                     | Tech 3 Mistral 610 | 23   | +1:02.873 | 24      |       |
| 28º  | 7  | Tomoyoshi Koyama    | CIP with TSR                      | TSR 6              | 23   | +1:35.559 | 32      |       |
| 29º  | 95 | Mashel Al Naimi     | QMMF Racing                       | Moriwaki           | 23   | +1:35.771 | 34      |       |
| 30º  | 72 | Yūki Takahashi      | Gresini Racing                    | Moriwaki           | 22   | +1 giro   | 5       |       |
| 31º  | 40 | Aleix Espargaró     | Pons HP 40                        | Pons Kalex         | 20   | +3 giri   | 13      |       |

### Ritirati
| Nº | Pilota             | Squadra            | Motocicletta | Giri | Griglia |
| -- | ------------------ | ------------------ | ------------ | ---- | ------- |
| 80 | Axel Pons          | Pons HP 40         | Pons Kalex   | 17   | 23      |
| 64 | Santiago Hernández | SAG Team           | FTR          | 17   | 31      |
| 18 | Jordi Torres       | Mapfre Aspar       | Suter MMX    | 0    | 11      |
| 35 | Raffaele De Rosa   | NGM Forward Racing | Suter MMX    | 0    | 19      |
| 88 | Ricard Cardús      | QMMF Racing        | Moriwaki     | 0    | 21      |

### Non partiti
| Nº | Pilota           | Squadra                | Motocicletta |
| -- | ---------------- | ---------------------- | ------------ |
| 30 | Takaaki Nakagami | Italtrans Racing       | Suter MMX    |
| 33 | Sergio Gadea     | Desguaces La Torre G22 | Moriwaki     |

## Classe 125
Quattro le wildcard assegnate in questa classe, che vanno a: Takehiro Yamamoto, Jun Ohnishi, Hyuga Watanabe e Hikari Ōkubo, tutti su Honda.
Per quel che concerne i piloti sostitutivi, Brad Binder prende il posto di Miguel Oliveira al team Andalucia Banca Civica, Luca Fabrizio quello di Francesco Mauriello nel team WTR-Ten10 Racing, che non prende parte al Gran Premio per timore delle radiazioni, mentre Josep Rodríguez prende definitivamente il posto di Sergio Gadea al team Blusens by Paris Hilton Racing, e Jack Miller il posto di Damien Raemy. Simone Grotzkyj, infortunato, viene sostituito da Syunya Mori.

### Arrivati al traguardo
| Pos. | Nº | Pilota              | Squadra                        | Motocicletta | Giri | Tempo     | Griglia | Punti |
| ---- | -- | ------------------- | ------------------------------ | ------------ | ---- | --------- | ------- | ----- |
| 1º   | 5  | Johann Zarco        | Avant-AirAsia-Ajo              | Derbi        | 20   | 39:49.968 | 1       | 25    |
| 2º   | 18 | Nicolás Terol       | Bankia Aspar                   | Aprilia      | 20   | +5.900    | 3       | 20    |
| 3º   | 55 | Héctor Faubel       | Bankia Aspar                   | Aprilia      | 20   | +13.605   | 2       | 16    |
| 4º   | 25 | Maverick Viñales    | Blusens by Paris Hilton Racing | Aprilia      | 20   | +16.191   | 4       | 13    |
| 5º   | 11 | Sandro Cortese      | Intact-Racing Team Germany     | Aprilia      | 20   | +23.422   | 7       | 11    |
| 6º   | 94 | Jonas Folger        | Red Bull Ajo MotorSport        | Aprilia      | 20   | +23.661   | 8       | 10    |
| 7º   | 23 | Alberto Moncayo     | Andalucia Banca Civica         | Aprilia      | 20   | +24.034   | 5       | 9     |
| 8º   | 26 | Adrián Martín       | Bankia Aspar                   | Aprilia      | 20   | +24.171   | 9       | 8     |
| 9º   | 52 | Danny Kent          | Red Bull Ajo MotorSport        | Aprilia      | 20   | +49.118   | 18      | 7     |
| 10º  | 19 | Alessandro Tonucci  | Team Italia FMI                | Aprilia      | 20   | +51.393   | 10      | 6     |
| 11º  | 84 | Jakub Kornfeil      | Ongetta-Centro Seta            | Aprilia      | 20   | +51.893   | 13      | 5     |
| 12º  | 77 | Marcel Schrötter    | Mahindra Racing                | Mahindra     | 20   | +1:01.043 | 16      | 4     |
| 13º  | 53 | Jasper Iwema        | Ongetta-Abbink Metaal          | Aprilia      | 20   | +1:04.921 | 15      | 3     |
| 14º  | 21 | Harry Stafford      | Ongetta-Centro Seta            | Aprilia      | 20   | +1:05.606 | 24      | 2     |
| 15º  | 63 | Zulfahmi Khairuddin | Airasia-Sic-Ajo                | Derbi        | 20   | +1:06.245 | 23      | 1     |
| 16º  | 8  | Jack Miller         | Caretta Technology             | KTM          | 20   | +1:07.653 | 26      |       |
| 17º  | 82 | Hikari Ōkubo        | 18 Garage Racing               | Honda        | 20   | +1:07.770 | 25      |       |
| 18º  | 50 | Sturla Fagerhaug    | WTR-Ten10 Racing               | Aprilia      | 20   | +1:11.052 | 30      |       |
| 19º  | 30 | Giulian Pedone      | Phonica Racing                 | Aprilia      | 20   | +1:15.954 | 20      |       |
| 20º  | 14 | Brad Binder         | Andalucia Banca Civica         | Aprilia      | 20   | +1:16.227 | 27      |       |
| 21º  | 65 | Syunya Mori         | Phonica Racing                 | Aprilia      | 20   | +1:16.729 | 32      |       |
| 22º  | 36 | Joan Perelló        | Matteoni Racing                | Aprilia      | 20   | +1:17.514 | 29      |       |
| 23º  | 39 | Luis Salom          | RW Racing GP                   | Aprilia      | 20   | +1:40.618 | 12      |       |
| 24º  | 79 | Takehiro Yamamoto   | Team Nobby                     | Honda        | 20   | +1:41.836 | 33      |       |
| 25º  | 89 | Luca Fabrizio       | WTR-Ten10 Racing               | Aprilia      | 19   | +1 giro   | 35      |       |

### Ritirati
| Nº | Pilota           | Squadra                        | Motocicletta | Giri | Griglia |
| -- | ---------------- | ------------------------------ | ------------ | ---- | ------- |
| 17 | Taylor Mackenzie | Phonica Racing                 | Aprilia      | 17   | 28      |
| 10 | Alexis Masbou    | Caretta Technology             | KTM          | 13   | 21      |
| 81 | Hyuga Watanabe   | Project u 7C Harc              | Honda        | 10   | 31      |
| 99 | Danny Webb       | Mahindra Racing                | Mahindra     | 9    | 19      |
| 7  | Efrén Vázquez    | Avant-AirAsia-Ajo              | Derbi        | 8    | 6       |
| 31 | Niklas Ajo       | TT Motion Events Racing        | Aprilia      | 1    | 18      |
| 3  | Luigi Morciano   | Team Italia FMI                | Aprilia      | 1    | 11      |
| 28 | Josep Rodríguez  | Blusens by Paris Hilton Racing | Aprilia      | 1    | 14      |

### Non partiti
| Nº | Pilota      | Squadra           | Motocicletta | Griglia |
| -- | ----------- | ----------------- | ------------ | ------- |
| 96 | Louis Rossi | Matteoni Racing   | Aprilia      | 17      |
| 80 | Jun Ohnishi | Project u 7C Harc | Honda        | 34      |